# Abby Lee Miller
Abigale « Abby » Lee Miller (née le 21 septembre 1965) est une chorégraphe et professeur de danse américaine. Elle est la directrice et la propriétaire de Reign Dance Production. Elle a également été la fondatrice de l'Abby Lee Dance Company, et est apparue dans le programme de télé-réalité Dance Moms pendant huit saisons. En juin 2016, elle a plaidé coupable pour faillite et fraude et a été condamnée en mai 2017 à un an et un jour de prison.

## Famille
Miller est née le 21 septembre 1965 à Pittsburgh, en Pennsylvanie. Elle est la fille de Maryen Lorrain (McKay), professeure de danse, et de George L. Miller.

## Carrière dans la danse
Miller a grandi dans un milieu de danseurs à Penn Hills, dans la banlieue de Pittsburgh, sous la supervision de sa mère au studio Maryen Lorrain School of Dance. Elle a hérité de ce studio en 1995 et l'a renommé Reign Dance Productions. Elle est certifiée par la Dance Masters of America et est devenue membre du Chapitre no 10 des Dance Masters of Pennsylvania en 1986, mais son adhésion a pris fin en février 2012 car les DMA ont considéré que le programme de télé-réalité Dance Moms offrait "une mauvaise image de nos professeurs de danse et de leurs élèves et que cela portait un préjudice à la profession de danseur."

## Carrière dans la télé-réalité
En 2011, Miller participe pour la première fois à la télé-réalité de Lifetime Dance Moms. Elle y apparaît pendant sept saisons au total, jusqu'en février 2017. Dance Moms suit les séances d'entraînement et les performances en compétition de jeunes étudiants de l'Abby Lee Dance Compagny.
Dance Moms a engendré trois spin-offs: Abby's Ultimate Dance Competition, qui a duré deux saisons et 22 épisodes, Dance Moms: Miami et Dance Moms: Abby's Studio rescue. Ce dernier n'a compté que 7 épisodes. Miller a également été invitée du jury de Dancing with the stars,. En 2014, elle a publié un livre Tout ce que j'ai appris sur la Vie, je l'ai appris en classe de danse.
En 2015, elle ouvre un nouveau studio à Los Angeles, ALDC LA. En mars 2017, elle annonce son départ de la série Dance Moms,.

## Problèmes financiers et légaux
En décembre 2010, Miller est déclarée en faillite, devant plus de 400 000 $ aux impôts.
Elle a commencé à rencontrer de nombreux problèmes juridiques en 2014. L'un des danseurs de Dance Moms a accusé Miller de l'avoir agressé. La plainte ajoute que les producteurs de la série ont encouragé une atmosphère violente et combative sur l'émission afin d'attirer les téléspectateurs. Une plainte a été déposée contre Collins Avenue Entertainment pour cinq millions de dollars, par laquelle la société est accusée d'avoir mis en scène les désaccords qui se sont terminés par une rixe entre Kelly Hyland et Miller. Paige Hyland a également déposé plainte contre Miller pour détresse émotionnelle. Les accusations relatives à la détresse émotionnelle ont ensuite été abandonnées.
Le 13 octobre 2015, Abby Lee Miller a été inculpée de fraude pour la création d'un compte bancaire caché en 2012-2013 utilisé pour masquer les revenus provenant de masterclasses, offres TV et les ventes de marchandises. Elle a été inculpée pour fraude, dissimulation des actifs de faillite et fausses déclarations de faillite de près de 755,000 $,. Si elle était reconnue coupable, elle pouvait faire face à une amende de 250 000 $ pour chacun des 20 chefs d'accusation et être condamnée à cinq ans de prison. Elle plaide non coupable en novembre 2015. En février 2016, le jugement de l'affaire est repoussé une cinquième fois. Miller conclut un accord avec l'IRS Criminal Investigators afin d'entrer dans un plaidoyer de culpabilité, le 27 juin 2016. D'abord fixé au 20 janvier 2017, le jugement est reporté au 8 mai 2017.
Le 9 mai 2017, Abby Lee Miller a été condamnée à un an et un jour de prison, suivi de deux ans de liberté surveillée,,,,. La peine, pour une affaire de criminalité en col blanc, est jugée élevée, mais Miller n'en exécute pas la totalité et sort de prison après neuf mois. Miller doit payer 40 000 $ d'amende en plus d'un montant de 120 000 $ lié jugement et doit donner un échantillon de son ADN en lien avec son crime. Le 12 juillet 2017, Miller commence l'exécution de sa peine à l'Établissement Correctionnel Fédéral de Victorville, en Californie,.
Le 27 mars 2018, elle est libérée de prison et transférée à Long Beach, en Californie, à mi-chemin de son domicile, pour terminer sa peine.

## Vie personnelle
Miller n'a jamais été mariée et n'a pas d'enfants[réf. souhaitée]. En avril 2018, elle a été diagnostiquée avec le lymphome de Burkitt, un type de cancer.